# (3620) Platonov
(3620) Platonov est un astéroïde de la ceinture principale.

## Description
(3620) Platonov est un astéroïde de la ceinture principale. Il fut découvert le 7 septembre 1981 à Naoutchnyï par Lioudmila Karatchkina. Il présente une orbite caractérisée par un demi-grand axe de 2,99 UA, une excentricité de 0,11 et une inclinaison de 9,0° par rapport à l'écliptique.

## Compléments